# Battaglia di Cartagena (461)
La battaglia di Cartagena fu una battaglia navale combattuta tra l'Impero romano d'Occidente e il Regno dei Vandali nel 460 o nel 461, che vide la totale vittoria della flotta vandala su quella dell'imperatore Maggioriano.

## Contesto storico
La perdita del Nord Africa, conquistata dai Vandali tra il 429 e il 439, fu fatale per l'Impero d'Occidente, perché il gettito fiscale proveniente dalla diocesi d'Africa era essenziale per mantenere l'esercito d'Occidente. Secondo stime di Heather, la perdita delle imposte che versavano le province devastate o occupate dai Vandali era l'equivalente dei costi di mantenimento di almeno 40 000 fanti o di 20 000 cavalieri. Il governo imperiale, a corto di soldi a causa delle continue mutilazioni territoriali (con conseguente calo delle entrate fiscali), non poté dunque far nulla per potenziare l'esercito e anzi fu costretto a ridurne gli effettivi per ragioni di bilancio, portando ad ulteriori perdite di territori. Nel 444 un decreto imperiale, introducente una nuova tassa, ammise:
L'unico modo per risollevare l'Impero invertendo la tendenza di rapido declino era dunque sconfiggere i Vandali e riconquistare le ricche e produttive province dell'Africa.

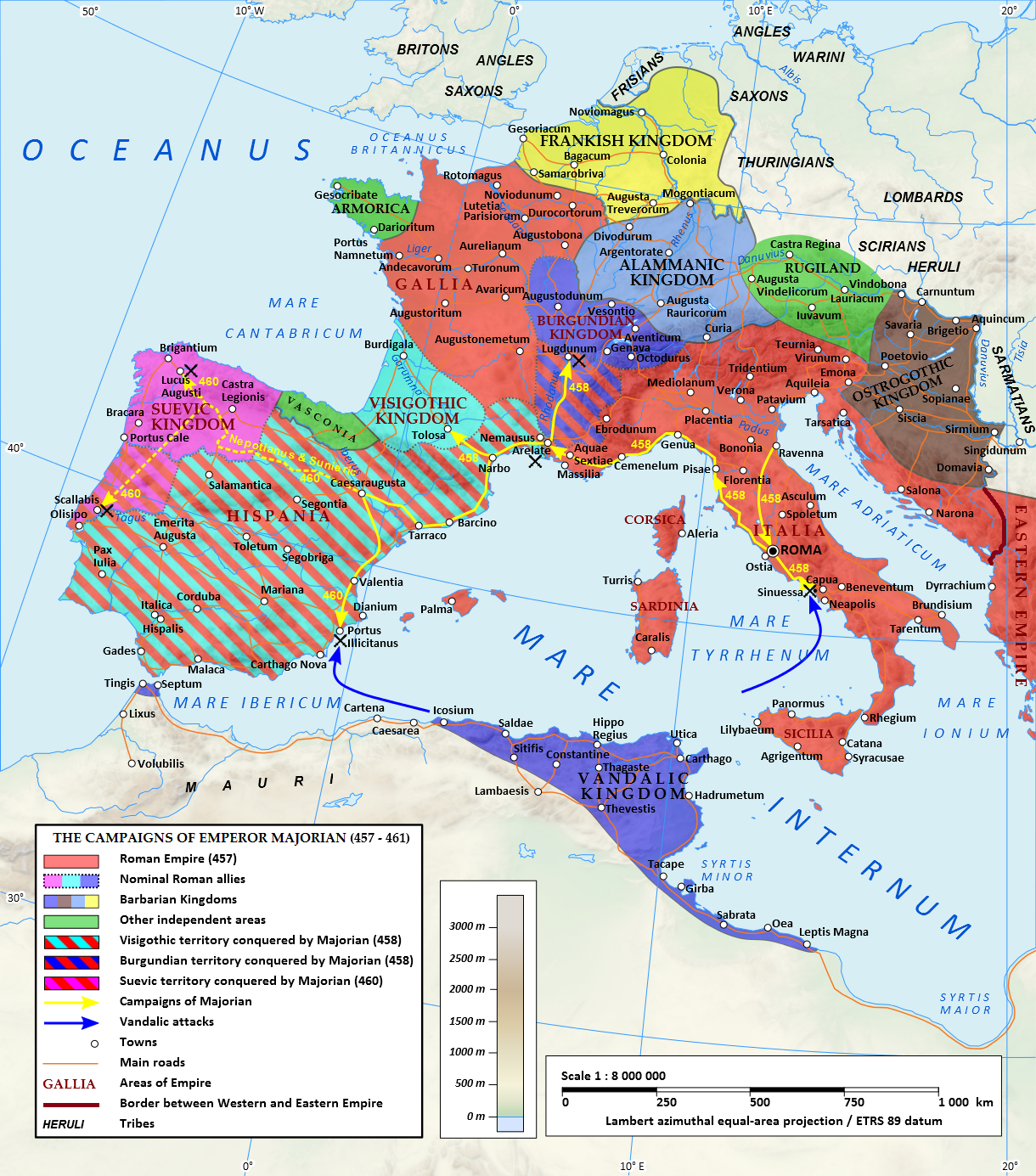
L'Impero romano d'Occidente sotto Maggioriano. Si noti come l'Illirico fosse solo nominalmente sotto il dominio dell'imperatore, mentre il potere effettivo era tenuto dal comes Marcellino; anche la Gallia e la Hispania erano, all'inizio del regno di Maggioriano, fuori dal controllo dell'imperatore, in quanto le élite gallo-romane, i Visigoti e i Burgundi non l'avevano riconosciuto quale imperatore legittimo.

Nel 457, il generale romano Maggioriano salì sul trono di Roma, dichiarando immediatamente di voler riportare l'Impero ormai in pieno declino agli antichi fasti. Il nuovo sovrano si rese conto che, per risollevare l'impero dal declino, era necessario rinforzare sia l'esercito terrestre che la marina, ormai in piena decadenza. Secondo i componimenti di Sidonio Apollinare, per ordine di Maggioriano le flotte «sulle due rive del mare inferiore e superiore», cioè il Tirreno e l'Adriatico, furono ricostituite, e fu inoltre potenziato l'esercito con il reclutamento di mercenari barbari provenienti dai territori a nord del Danubio. Le flotte ricostituite sono con ogni probabilità da identificare con la Classis Ravennatis (operante nell'Adriatico) e la Classis Misenensis (operante nel Tirreno).
Dal punto di vista militare Maggioriano si prefissò quale suo primo obiettivo quello di riportare l'ordine nella prefettura del pretorio delle Gallie, che si era rifiutata di riconoscerlo come imperatore; solo in un secondo momento avrebbe tentato di riconquistare il Nord Africa ai Vandali. Nel 458 Maggioriano ottenne un primo successo sui pirati vandali, i quali erano sbarcati in Campania: gli invasori, mentre stavano devastando la regione, furono annientati nei pressi del Volturno dall'esercito romano. Alla fine del 458 Maggioriano, alla testa del suo esercito multietnico, attraversò le Alpi ed entrò in Gallia dove riuscì, ricorrendo sia alla forza sia alla diplomazia, a farsi riconoscere come imperatore sia dalle élite romano-galliche che dai foederati visigoti e burgundi. Maggioriano, dunque, diede l'ordine di armare una flotta a Cartagena, in Spagna, con la quale aveva intenzione di invadere il Regno dei Vandali sorto in Nord Africa.

## La battaglia
Prisco di Panion riferisce che Maggioriano, una volta stretta alleanza con i Goti della Gallia e sottomesso i popoli limitrofi ai suoi domini con la forza o con la diplomazia, si accinse ad invadere con una flotta di trecento navi l'Africa, per riconquistarla ai Vandali; Genserico, temendo il valore di Maggioriano, gli inviò un'ambasceria, con la quale gli fece sapere che nel caso ci fosse una qualche divergenza tra i due popoli, questa poteva essere risolta con le negoziazioni invece che con la guerra; Maggioriano rifiutò di negoziare e congedò l'ambasceria, costringendo Genserico a mettere a fuoco tutta la Mauritania, dove sarebbe dovuta approdare la flotta di Maggioriano, contaminandone persino le sorgenti d'acqua. Secondo la Cronaca di Idazio, nel mese di maggio del 461 Maggioriano raggiunse la provincia Cartaginense, dove aveva allestito la flotta con cui intendeva riconquistare l'Africa; tuttavia i Vandali, avvertiti da traditori dei preparativi dell'imperatore e dell'ubicazione della flotta romana, con un attacco repentino, riuscirono a catturare le navi romane, mandando a monte i piani di Maggioriano che fu costretto ad annullare la spedizione e a fare ritorno in Italia:
(Idazio, Chronicon)
Secondo la Cronaca di Mario di Avenches, che colloca gli avvenimenti nel 460, la flotta fu catturata dai Vandali a Elche nei pressi di Cartagena:
(Mario di Avenches, Chronica)
La cronaca gallica del 511 colloca gli eventi durante il terzo anno di regno di Leone I, dunque nel 460, e afferma che "le sue navi nelle Spagne sono catturate dai Vandali vicino a Cartagine Spartaria" ("naves eius in Hispaniis a Wandalis captae sunt iuxta Carthaginem Spartariam"). Benché le fonti primarie sostengano che le navi furono catturate dai Vandali, non è da escludere, secondo diversi studiosi moderni, che almeno parte della flotta fosse stata in realtà distrutta.

## Conseguenze
Le conseguenze della battaglia furono pesanti. Maggioriano, non disponendo di risorse sufficienti per la costruzione di una nuova imponente flotta, fu costretto a rinunciare alla spedizione e a negoziare una pace onerosa con i Vandali. La cronaca di Giovanni di Antiochia accenna che Maggioriano, nell'annullare la spedizione, negoziò una pace con i Vandali ottenendola "a condizioni vergognose", che tuttavia non vengono precisate. Secondo le congetture di alcuni studiosi moderni, la pace presumibilmente comprendeva il riconoscimento da parte romana dell'occupazione vandala della Mauritania e forse anche di Sardegna, Corsica e Isole Baleari. Inoltre, a causa del fallimento di Maggioriano, il magister militum di origini barbariche Ricimero, che ambiva a deporlo perché non riusciva a controllarlo, ebbe gioco facile a portare dalla sua parte i senatori romano-italici, i quali erano stati danneggiati economicamente dalle riforme interne portate avanti dall'imperatore. Nel frattempo Maggioriano, nel fare ritorno in Italia, aveva congedato gran parte del suo esercito costituito in larga parte da mercenari barbari, commettendo un errore che gli sarebbe stato fatale. Al ritorno in Italia, nel 461, fu infatti catturato e fatto giustiziare da Ricimero.
L'esecuzione di Maggioriano aggravò ulteriormente la situazione per la pars occidentis. Il nuovo imperatore Libio Severo non fu riconosciuto né dall'Imperatore d'Oriente Leone I, né dai generali Egidio e Marcellino, che dunque si rivoltarono sottraendo la Gallia e la Dalmazia al controllo del governo centrale a Ravenna. Inoltre i Vandali, ritenendo rotto il trattato di pace stipulato con Maggioriano a causa della morte di quest'ultimo, ripresero i loro saccheggi in Sicilia e nell'Italia Meridionale, al fine di costringere Ricimero a deporre Severo e accettare come imperatore Olibrio, un senatore romano lontano parente acquisito del re dei Vandali. La pars occidentis, priva ormai di una propria marina militare e dunque impotente contro i saccheggi vandali, la chiese in prestito alla pars orientis, che tuttavia oppose un rifiuto, sia perché non aveva riconosciuto Severo quale legittimo imperatore occidentale, sia perché un trattato di pace stipulato con Genserico nel 462 la vincolava alla neutralità nei conflitti tra pars occidentis e Vandali. Ricimero si rese conto che, per risollevare l'impero, occorreva ristabilire l'alleanza con Costantinopoli e nel 465, immediatamente dopo la morte di Libio Severo in circostanze sospette (una fonte sostiene che fu avvelenato, presumibilmente da Ricimero, mentre un'altra sostiene che perì di morte naturale), intavolò trattative con la corte romano-orientale coinvolgendola nella nomina del nuovo imperatore occidentale. Dopo due anni di trattative fu designato come nuovo imperatore occidentale il "greco" Antemio, imposto da Costantinopoli in cambio del ristabilimento dell'alleanza tra le due partes contro i Vandali. La spedizione del 468 terminò, tuttavia, con una disfatta e il Nord Africa rimase in mani vandale, mentre la pars occidentis, senza più speranze di ripresa, cadde definitivamente otto anni dopo, nel 476.
Insieme alla già citata spedizione del 468, la distruzione della flotta di Maggioriano nel 460 risultò fatale per la pars occidentis. Secondo Peter Heather, infatti, la riconquista del Nord Africa e del suo gettito fiscale avrebbe comportato una serie di effetti a catena che nel giro di breve tempo avrebbero portato la pars occidentis a riprendersi almeno parzialmente evitandone il crollo:
(Heather, p. 477.)
La mancata riconquista del Nord Africa e delle sue entrate fiscali determinò invece la rapida caduta dell'Impero romano d'Occidente nel giro di breve tempo, giacché non solo il gettito fiscale dell'Impero non era più sufficiente per mantenere un esercito sufficientemente efficiente da difenderlo dagli invasori, ma le ingenti cifre spese mandarono in deficit il bilancio dell'Impero d'Oriente, impedendogli di aiutare ulteriormente quello d'Occidente.